# Młodzieżowe Indywidualne Mistrzostwa Polski na Żużlu 1970
Młodzieżowe Indywidualne Mistrzostwa Polski na Żużlu 1970 – zawody żużlowe, mające na celu wyłonienie medalistów młodzieżowych indywidualnych mistrzostw Polski w sezonie 1970. Rozegrano dwa turnieje półfinałowe oraz finał, w którym zwyciężył Stanisław Kasa.

## Finał
- Zielona Góra, 27 września 1970

| Msc. | Zawodnik             | Klub         | Pkt |             |  |
| ---- | -------------------- | ------------ | --- | ----------- |  |
| 1    | Stanisław Kasa       | Bydgoszcz    | 13  | (1,3,3,3,3) |  |
| 2    | Grzegorz Kuźniar     | Rzeszów      | 13  | (2,2,3,3,3) |  |
| 3    | Leszek Marsz         | Gdańsk       | 12  | (2,3,3,1,3) |  |
| 4    | Zenon Plech          | Gorzów Wlkp. | 10  | (3,2,1,2,2) |  |
| 5    | Paweł Protasiewicz   | Zielona Góra | 9   | (3,d,3,3,d) |  |
| 6    | Bogusław Nowak       | Gorzów Wlkp. | 8   | (3,u,2,3,w) |  |
| 7    | Jacek Gierzyński     | Częstochowa  | 7   | (1,3,2,0,1) |  |
| 8    | Bolesław Fizia       | Rybnik       | 7   | (3,w,2,1,1) |  |
| 9    | Janusz Plewiński     | Toruń        | 7   | (1,2,0,2,2) |  |
| 10   | Marian Krajewski     | Rzeszów      | 5   | (0,3,1,1,–) |  |
| 11   | Antoni Masłowski     | Rybnik       | 4   | (2,2,–,–,–) |  |
| 12   | Jan Ratajczyk        | Zielona Góra | 4   | (0,1,w,1,2) |  |
| 13   | Franciszek Stach     | Opole        | 4   | (u,1,1,2,u) |  |
| 14   | Stanisław Kowalski   | Gdańsk       | 4   | (2,1,1,w,–) |  |
| 15   | Jan Luśnia           | Rzeszów      | 2   | (1,0,0,0,1) |  |
| 16   | Stanisław Pacura     | Tarnów       | 0   | (d,d,w,–,–) |  |
|      | rez. Marian Wardzała | Tarnów       | 9   | (2,2,3,2)   |  |
|      | rez. Edmund Madej    | Tarnów       | 0   | (0,u)       |  |